# Hendrick Ramaala
Hendrick Ramaala (Polokwane, 2 februari 1972) is een Zuid-Afrikaanse langeafstandsloper. Hij schreef diverse wegwedstrijden op zijn naam. Hij nam viermaal deel aan de Olympische Spelen, maar won hierbij geen medailles.

## Loopbaan
Ramaala studeerde rechten aan de universiteit van Witwatersrand. Toen zijn verzoek om te worden opgenomen in het voetbalteam van de universiteit niet werd gehonoreerd, legde hij zich op het hardlopen toe. In Nederland is hij geen onbekende. Zo won hij de 20 van Alphen (2000) en de Dam tot Damloop in 2004.
In 1996 maakte hij zijn olympisch debuut op de Olympische Spelen van Atlanta. Hij kwam uit op de 10.000 m, maar sneuvelde in de kwalificatieronde. Op het wereldkampioenschap halve marathon won Ramaala tweemaal een zilveren medaille. De eerste keer in 1998 en de tweede keer 1999.
In 1998 liep hij een Zuid-Afrikaans record op de 20 km van Parijs in 57.46. Hij verbeterde driemaal het Zuid-Afrikaans record op de 10.000 m. Zijn tijd van 27.29,94 uit 1999 geldt nog steeds als nationaal record. Hij verbeterde ook de Zuid-Afrikaanse records op de 20 km en de halve marathon.
In 2000 werd Hendrick Ramaala vijfde op de marathon van Londen; een jaar later behaalde hij eenzelfde resultaat in de New York City Marathon. Hij nam deel aan de olympische marathon op de Spelen van 2000 in Sydney, van 2004 in Athene en die van 2008 in Peking. In 2000 werd hij twaalfde in 2:16.19, in 2004 moest hij voor de finish uitstappen en in 2008 werd hij 44e in 2:22.43.
In 2005 werd Ramaala derde op de Londen Marathon en tweede op de New York City Marathon. In deze laatste wedstrijd werd hij in de eindsprint met één seconde verslagen door Paul Tergat. In 1997 en 2006 won hij de Great North Run en in dit laatste jaar werd hij derde op de Londen Marathon.
Op 22 april 2007 werd hij vijfde op de Londen Marathon met een tijd van 2:07.56.

## Titels
- Zuid-Afrikaans kampioen 5000 m - 1995, 1999
- Zuid-Afrikaans kampioen 10.000 m - 1995, 1999, 2000, 2001
- Zuid-Afrikaans kampioen halve marathon - 1997, 2005
- Zuid-Afrikaans kampioen veldlopen - 1998

## Persoonlijke records
Baan
| Onderdeel | Prestatie     | Datum            | Plaats         |
| --------- | ------------- | ---------------- | -------------- |
| 3000 m    | 7.52,02       | 27 februari 1999 | Bellville      |
| 5000 m    | 13.24,43      | 20 juni 1998     | Lissabon       |
| 10.000 m  | 27.29,94 (NR) | 22 februari 1999 | Port Elizabeth |

Weg
| Onderdeel      | Prestatie    | Datum             | Plaats              |
| -------------- | ------------ | ----------------- | ------------------- |
| 10 km          | 28.02        | 26 september 1999 | Swansea             |
| 10 Eng. mijl   | 46.11        | 20 september 1998 | Newry               |
| 20 km          | 57.58 (NR)   | 12 maart 2000     | Alphen aan den Rijn |
| halve marathon | 1:00.07 (NR) | 4 oktober 1997    | Košice              |
| 30 km          | 1:28.45      | 26 april 2009     | Londen              |
| marathon       | 2:06.55      | 23 april 2006     | Londen              |

## Palmares

### 10.000 m
- 1995: 17e WK - 28.00,08
- 1996: 15e in serie OS - 29.07,81
- 1997: 14e WK - 28.33,48
- 1999: 11e WK - 28.25,57

### 10 km
- 1998: 4e Corrida van Houilles - 28.29
- 2001:  Corrida van Houilles - 28.53

### 15 km
- 1998:  São Silvestre - 45.05

### 10 Eng. mijl
- 2004:  Dam tot Damloop - 45.59
- 2004:  Great South Run - 47.14
- 2005:  Great South Run - 47.39

### 20 km
- 1998:  Marseille-Cassis (20,3 km) - 1:00.36
- 1998:  20 km van Parijs - 57.46
- 2000:  20 van Alphen - 57.58

### halve marathon
- 1997:  Great North Run - 1:00.25
- 1997: 4e WK in Košice - 1:00.07
- 1998:  WK in Uster - 1:00.24
- 1999:  WK in Palermo - 1:01.50
- 2001:  halve marathon van Lissabon - 1:00.26
- 2001: 4e WK in Bristol - 1:00.15
- 2002: 15e WK in Brussel - 1:02.27
- 2002:  halve marathon van Lissabon - 59.42
- 2003:  Great North Run - 1:00.01
- 2003:  halve marathon van Portugal - 1:02.10
- 2006:  Great North Run - 1:01.03

### marathon
- 2000: 5e Londen Marathon - 2:09.43
- 2000: 12e OS - 2:16.19
- 2001: 5e New York City Marathon - 2:11.18
- 2001: 9e Londen Marathon - 2:12.02
- 2002: 6e marathon van Parijs - 2:10.06
- 2002: 14e New York City Marathon - 2:17.10
- 2003: 8e Londen Marathon - 2:08.58
- 2003: 9e WK - 2:10.37
- 2003: 8e Chicago Marathon - 2:10.55
- 2004:  New York City Marathon - 2:09.28
- 2004:  marathon van Mumbai - 2:15.47
- 2004: DNF OS
- 2005:  Londen Marathon - 2:08.32
- 2005:  New York City Marathon - 2:09.31
- 2006:  Londen Marathon - 2:06.55
- 2006: 9e New York City Marathon - 2:13.04
- 2007: 5e Londen Marathon - 2:07.56
- 2007: 27e WK - 2:26.00
- 2007:  New York City Marathon - 2:11.25
- 2008: 10e Londen Marathon - 2:11.44
- 2008: 44e OS - 2:22.43
- 2008: 12e New York City Marathon - 2:19.11
- 2009: 5e Londen Marathon - 2:07.44
- 2009: 6e New York City Marathon - 2:12.30
- 2010: 7e marathon van San Diego - 2:14.41
- 2012: 18e marathon van Dubai - 2:12.12
- 2012: 10e marathon van Berlijn - 2:16.00
- 2013: 13e marathon van Mumbai - 2:21.40
- 2013: 46e WK in Moskou - 2:30.23

### veldlopen
- 1997: 167e WK (lange afstand) - 39.08
- 1998: 36e WK (lange afstand) - 36.06
- 1999: 64e WK (lange afstand) - 42.48